# Danse fitness à Madagascar
 (avril 2025).
Motif : Pas de sources secondaires et centrées. Pourquoi cette discipline serait-elle différente à Madagascar ?
- Archive Wikiwix
- Bing
- Cairn
- DuckDuckGo
- E. Universalis
- Gallica
- Google
- G. Books
- G. News
- G. Scholar
- Persée
- Qwant
- (zh) Baidu
- (ru) Yandex

| 1. | Préciser le motif de la pose du bandeau. | Précisez le motif de la pose du bandeau en utilisant la syntaxe suivante : {{admissibilité à vérifier\|date=mai 2025\|motif=remplacez ce texte par le motif}}                                   |
| 2. | Informer les utilisateurs concernés.     | Pensez à avertir le créateur de l'article, par exemple, en insérant le code ci-dessous sur sa page de discussion : {{subst:avertissement admissibilité à vérifier\|Danse fitness à Madagascar}} |

 (avril 2025).
Si vous disposez d'ouvrages ou d'articles de référence ou si vous connaissez des sites web de qualité traitant du thème abordé ici, merci de compléter l'article en donnant les références utiles à sa vérifiabilité et en les liant à la section « Notes et références ».
 (mai 2025).
La danse fitness à Madagascar est une activité physique mêlant mouvements de danse et exercices de remise en forme, très populaire dans les grandes villes et au sein des clubs de sport et associations de loisirs.

## Introduction et popularisation
La danse fitness s’est développée à Madagascar dans les années 2010 à travers les salles de sport et les événements publics[réf. nécessaire]. Inspirée de différentes disciplines comme l’aérobic, la zumba, le street dance ou le cardio-dance, elle est aujourd’hui l’une des activités de loisir les plus appréciées, notamment chez les femmes et les jeunes adultes[Interprétation personnelle ?][source secondaire nécessaire].

## Pratique et structures
Des séances de danse fitness sont proposées dans de nombreuses salles de sport, associations sportives, établissements scolaires et entreprises. Ces cours collectifs sont animés par des instructeurs certifiés et se déroulent souvent en musique pour renforcer la dimension ludique et conviviale de l’activité[réf. nécessaire].

## Événements et initiatives
Des événements ouverts au public comme les fitness party, open dance, ou journées sportives sont régulièrement organisés à Antananarivo, Toamasina et Mahajanga pour promouvoir cette discipline.

## Popularité et bienfaits
Appréciée pour ses bienfaits sur la santé cardiovasculaire, la coordination et le bien-être mental, la danse fitness est aujourd’hui encouragée par les professionnels de la santé et les associations sportives comme activité physique régulière adaptée à tous les âges[Interprétation personnelle ?][source secondaire nécessaire].